# Tranquil Isolation
Nicolai Dungers achtes Studioalbum wurde zwischen dem 22. und 28. Februar 2002 in Paul Oldhams Rove Studio in Shelbyville, einem Vorort von Louisville / Kentucky, eingespielt. Der Albumtitel Tranquil Isolation ist ein Zitat aus Under The Volcano, einem Film von John Huston nach einem Roman von Malcolm Lowry. In diesem Film gibt es eine Szene, in der Geoffrey Firmin, gespielt von Albert Finney, sagt, er würde sich in „ruhige Isolation“ aufs Land zurückziehen.

## Tracklist
1. Last Night I Dreamt Of Mississippi 6:28
2. Hey Mama 3:39
3. Hundred Songs 4:40
4. First Runaway 2:57
5. Me, Ray And JR 5:19
6. Ol' Lovers 5:22
7. Truth About The Blues 4:54
8. Tribute To Tim Hardin 3:36
9. Good Man 1:30
10. Vem Kan Sagla För Utan Vind / Du Är Den Ende 1:32
11. Wonders 4:10
12. Tale Of Old Nanny 3:11
13. Going Home For Christmas 4:32